# Epitettix lativertex
Epitettix lativertex är en insektsart som beskrevs av Günther, K. 1938. Epitettix lativertex ingår i släktet Epitettix och familjen torngräshoppor. Inga underarter finns listade i Catalogue of Life.